# Yilliminning River
Der Yilliminning River ist ein Fluss im Südwesten des australischen Bundesstaates Western Australia.

## Geografie
Der Fluss entspringt bei der Kleinstadt Yilliminning, rund 20 Kilometer östlich von Narrogin und fließt nach Süden durch unbesiedeltes Gebiet. In der Arthur River Nature Reserve mündet er in den Arthur River.